# Pippa Guard
Pippa Guard (wł. Philippa Ann Guard. Ur. 3 października 1952 roku w Edynburgu) – brytyjska aktorka, wykładowczyni akademicka.

## Życiorys
Odtwórczyni ról w adaptacjach (filmowych, telewizyjnych i radiowych), dramaturgii brytyjskiej na podstawie XIX-wiecznej literatury angielskiej – m.in. Charlesa Dickensa, George Eliot, Virgini Woolf, Edith Holden czy Thomasa Hardy’ego.
Studiowała w Montrealu (aktorstwo, później pielęgniarstwo). Po powrocie do Europy, w 1975 roku ukończyła aktorstwo na Royal Academy of Dramatic Art w Londynie otrzymując wyróżnienie dla „najbardziej obiecującej aktorki młodego pokolenia”. W 1998 roku ukończyła studia anglistyczne i teatralne na Uniwersytecie Greenwich. W 2005 roku na Royal Holloway na Uniwersytecie Londyńskim, obroniła doktorat z dramatu wczesnonowożytnego. Jest wykładowczynią i kierowniczką programu studiów wiedzy o teatrze na Uniwersytecie Greenwich. Bada historię kobiet w teatrze brytyjskim, popularyzuje wiedzę o teatrze m.in. w popularnym wśród brytyjskiej inteligencji programie BBC Radio 4 Woman’s Hour.

## Publikacje
- Guard Pippa, A Defence of the First English Actress, Sage, 2006[7].